# لینئو موشسانه
لینئو موشسانه (انگلیسی: Lineo Mochesane؛ زادهٔ ۲۹ ژوئیهٔ ۱۹۸۴ در) تکواندوکار زن اهل لسوتو است که در مجموع در مسابقات قهرمانی آفریقا و بازی‌های آفریقایی برندهٔ ۱ مدال طلا و ۱ مدال برنز شده‌است. موشسانه پرچم‌دار کاروان لسوتو در مراسم افتتاحیه بازی‌های المپیک تابستانی ۲۰۰۴ آتن بود.